# Jelizaveta Potapova
Jelizaveta Potapova (* 1988) ist eine litauische Schachspielerin.

## Leben
2005 wurde Potapova, damals noch Schülerin, Maxima-Stipendiatin. Nach dem Abitur am Gymnasium absolvierte sie von 2006 bis 2010 das Bachelorstudium der Computer Science an der Fakultät  für Mathematik und Informatik der Vilniaus universitetas. Von    
2009 bis 2010 arbeitete sie im Unternehmen    UAB "Bonus Optimus". Von  2010 bis 2011 war sie freie Mitarbeiterin. Von   2011 bis 2014 arbeitete sie als Softwareentwickler (Developer) bei Artlogic Media Ltd in London. Seit 2014 ist sie Softwareentwickler bei Open Reply UK.
Potapova ist seit 2013 Internationale Fernschachmeisterin der Frauen und seit 2017 Fernschachgroßmeisterin der Frauen. Ihre aktuelle Elo-Zahl ist 1948 (im Dezember 2015). Ihre höchste Elo-Zahl betrug 2135 (im April 2003) Ihr Trainer war Pavel Rubinas.